# René Wiriath
Vous lisez un « bon article » labellisé en 2023.
Pour les articles homonymes, voir Wiriath.
René-Joseph Wiriath, né le 1er décembre 1899 à Sainte-Menehould et mort le 28 mars 1942 à Conakry en Guinée, est un athlète français, spécialiste des courses de demi-fond. Entre 1923 et 1927, il remporte sept médailles aux championnats de France dont cinq médailles d'or. À la même période, il porte par dix fois le maillot de l'équipe de France d'athlétisme et remporte deux victoires internationales sous le maillot bleu. Il voyage ainsi en Finlande, en Grande-Bretagne et en Suède lors de rencontres internationales. Ses performances lui permettent également de participer aux Jeux olympiques de Paris en 1924 et, deux ans plus tard, en 1926, d'être invité par l'Amateur Athletic Union à concourir aux États-Unis.
Au cours de sa carrière, il détiendra les records de France du 800 mètres, du 1 000 mètres, du 1 500 mètres et du mile. À ce titre, il est le premier Français à avoir brisé la barrière des 4 minutes au 1 500 mètres. Malgré la brièveté de sa carrière de haut-niveau, il est considéré, au niveau national, comme un coureur majeur de l'entre-deux-guerres.
Après sa carrière sportive, René Wiriath se consacre à l'agriculture tropicale en Guinée.

## Biographie

### Enfance et origines
Fils de Joseph-Eugène-Gaston Wiriath, notaire à Sainte-Menehould, et de Marie-Hélène Périnet, René Wiriath naît le 1er décembre 1899. Il est le frère cadet de Marcel Wiriath, qui deviendra militant royaliste et président du Crédit lyonnais. En avril 1918, il est incorporé au 26e bataillon de chasseurs à pied et prend part aux derniers engagements de la Première Guerre mondiale. Passé au 412e régiment d'infanterie, au 54e régiment d'infanterie puis au 109e régiment d'infanterie, il participe avec ce dernier à l'occupation de la Rhénanie en 1920 et 1921.
Libéré de ses obligations militaires, il poursuit des études en droit à l'issue desquelles il devient doctorant,.

## Carrière sportive

### Débuts prometteurs

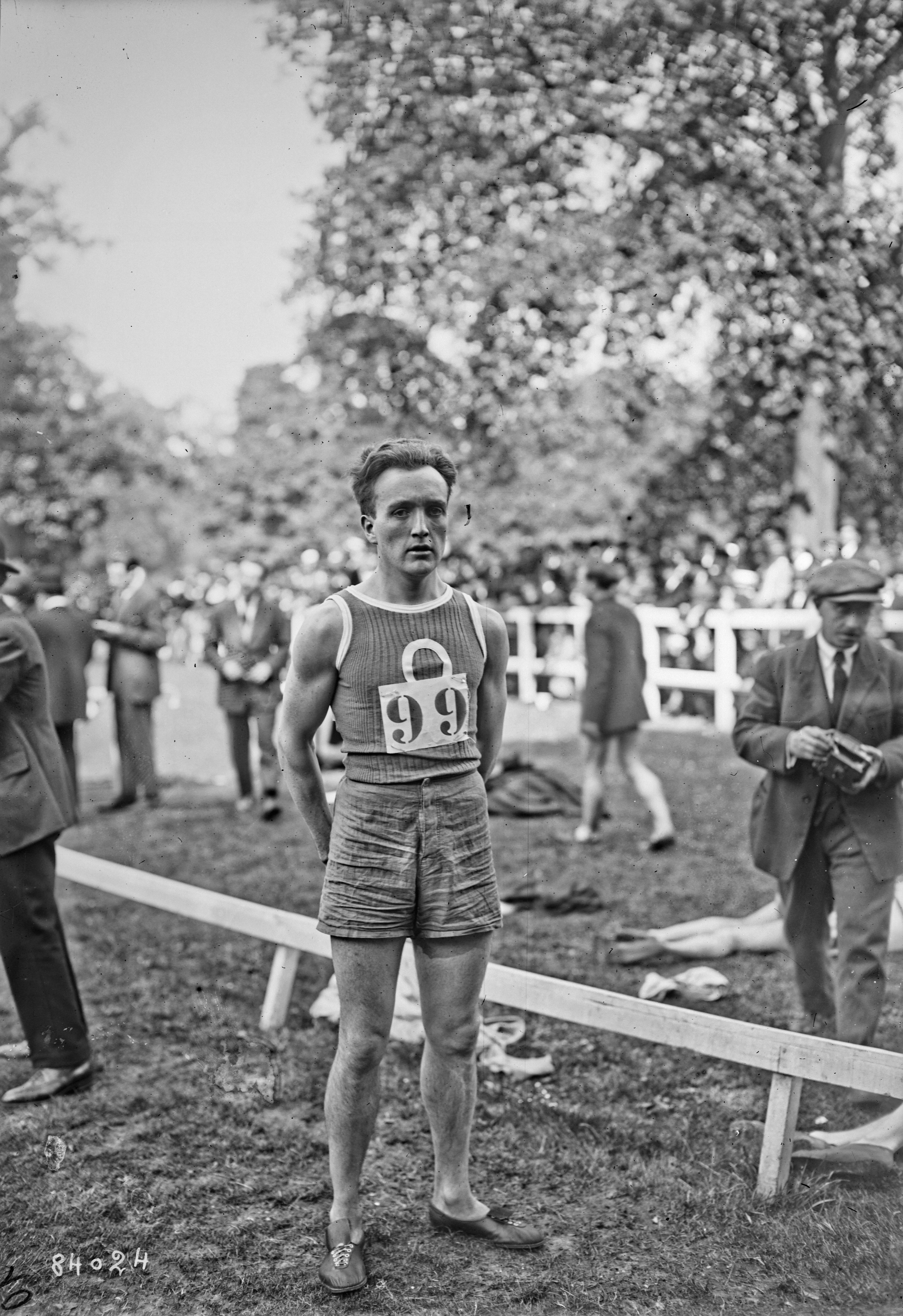
René Wiriath vainqueur du Blanchet en 1923.

René Wiriath apparaît pour la première fois dans la presse nationale en novembre 1920, alors qu'il termine second d'un 1 000 mètres organisé au cours d'un critérium de l'armée. Il réapparaît à l'issue de son service militaire. Il dispute le challenge de cross-country Maurice Boyau à Clermont-Ferrand duquel il termine 3e. En mai 1922, il remporte le 1 500 mètres, 2e catégorie, du prix Blanchet, organisé à Colombes, une semaine après avoir emporté un mile, également en 2e catégorie. Il est alors décrit comme un athlète ayant le potentiel pour devenir un champion. En juillet, Wiriath participe à ses premiers championnats de France, où il termine 8e du 1 500 m sous les couleurs du CA Paris XIV.
Passé à l'Olympique, il connaît une progression fulgurante lors de la saison 1923. En ouverture de la saison, il remporte « aisément » un 1 200 m disputé à la Croix-Catelan. Il est cependant battu sur un mile, quelques semaines plus tard, par un dénommé Phillips. Revanchard, en juin, Wiriath écrase de deux secondes le record de France du 1 500 m d'Armand Burtin, établi trois ans plus tôt, en courant 4 min 1 s 8 à l'occasion d'une compétition internationale au stade Pershing servant de répétition générale aux Jeux olympiques de 1924,. Ses résultats lui ouvrent les portes de l'équipe de France et il honore sa première sélection lors d'un match contre la Belgique. Très attendu, il remporte son 1 500 m avec une dizaine de mètres d'avance sur son dauphin, le Belge Alphonse Van Achten (nl). En juillet, il remporte facilement son premier titre de champion de France sur 1 500 mètres. La fin de saison est un peu plus difficile. Wiriath participe au match contre la Grande-Bretagne où il n'obtient qu'une décevante 4e place. Il obtient le même résultat lors de la rencontre contre la Suède. Il décroche néanmoins une troisième place à Helsinki, dans le match opposant la France à la Finlande. Il termine l'année 1923 en se blessant à un muscle lors d'un 3 000 m le 25 décembre.

### Leader du demi-fond français

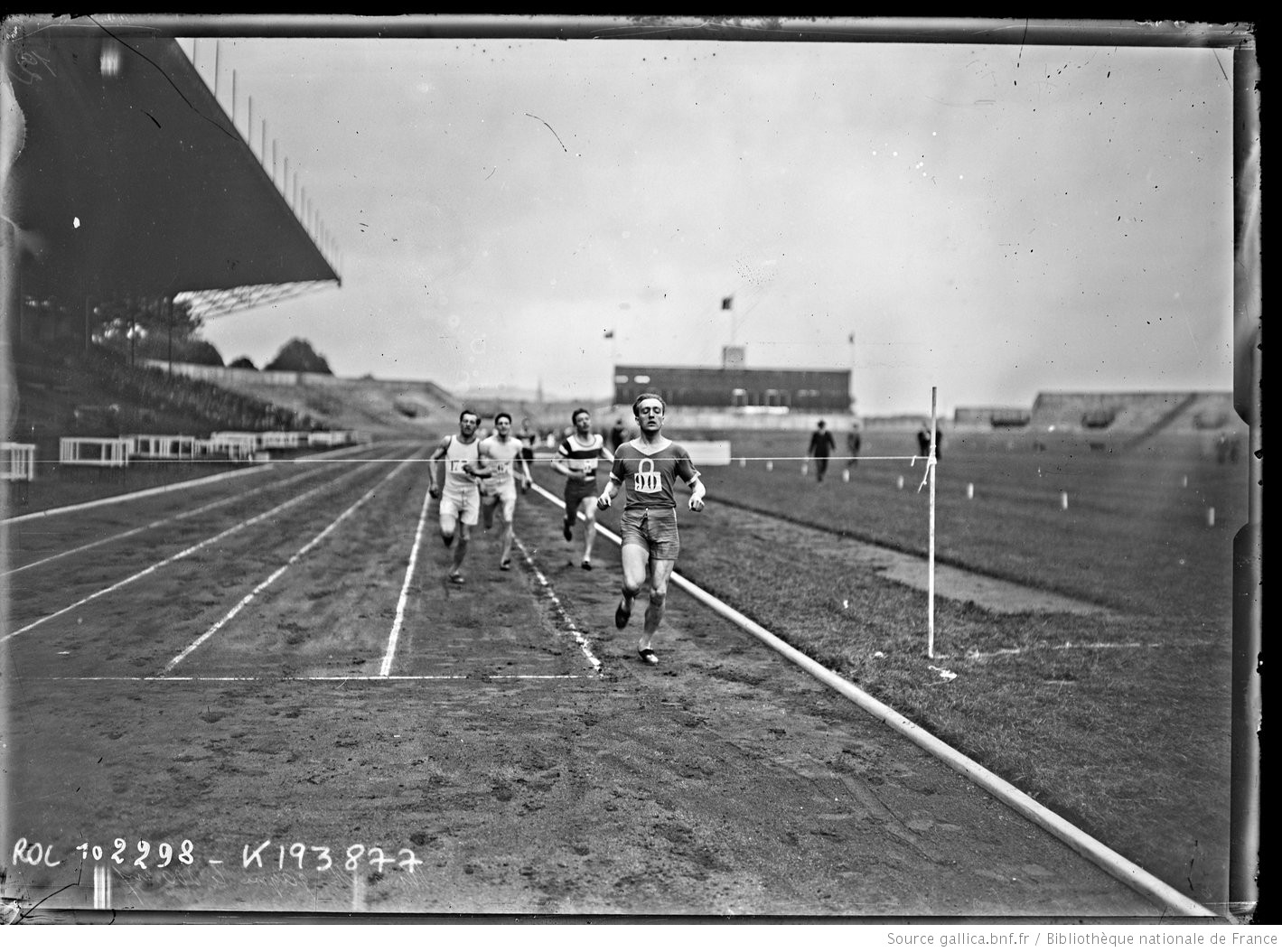
René Wiriath, champion de France 1925 du 800 m.

De retour en forme en 1924, René Wiriath réalise son premier doublé 800 m - 1 500 m aux championnats de France. S'il remporte aisément son 1 500 m, il ne parvient à venir à bout de Georges Baraton que dans les derniers mètres du 800 m. Cette performance lui permet d'être sélectionné pour participer aux épreuves du 800 m et du 1 500 m des Jeux olympiques de Paris. Malgré sa forme étincelante affichée sur le double tour de piste tout au long de la saison, il est éliminé en demi-finale. Sur le 1500, Wiriath remporte sa course qualificative. En finale, il termine à la dixième place en courant 4 min 2 s, à une seconde de son record, d'une course remportée par le Finlandais volant Paavo Nurmi. Deux mois plus tard, en septembre, en courant en 2 min 30 s 4, René Wiriath s'empare du record de France du 1 000 mètres, détenu depuis 1912 par Henri Arnaud, reléguant ce dernier à plus de 3 secondes.
L'année 1925 constitue sa saison la plus aboutie. Il inaugure sa saison en participant à des compétitions outre-Manche. De retour en France en mai, il s'empare du record de France du mile au stade Pershing, améliorant celui-ci de près de 3 secondes en courant 4 min 20 s 2. Wiriath frappe de nouveau un grand coup aux championnats de France en réitérant son doublé accompli l'année précédente. Sur le 1 500 m, il améliore son propre record de France en 3 min 59 s 6 et devient ainsi le premier Français à courir sous la barre des 4 minutes. À la mi-juillet, il est envoyé participer aux championnats d'Angleterre sur l'épreuve du mile. Il ne parvient cependant pas à décrocher un podium. Il reste au Royaume-Uni pour participer à la rencontre Grande-Bretagne - France se déroulant à Brighton. Engagé sur 800 m, il termine second de l'épreuve. De retour en France, il s'empare du record de France du 800 mètres au cours d'une rencontre interclubs, organisée de nouveau au stade Pershing, en accomplissant la distance dans le temps de 1 min 55 s 4. Il bat ainsi de 4 dixièmes le record d'Henri Arnaud établi en 1919. Une semaine plus tard, il termine deuxième du 800 m lors du match opposant la France à la Suisse. Wiriath fait également partie du déplacement qui envoie l'équipe de France affronter la Suède à Stockholm. De nouveau aligné sur 800 mètres, il ne termine cependant pas la course, victime d'une chute.

### Voyage aux États-Unis
René Wiriath commence l'année 1926 en participant à plusieurs cross-country avec son club. En mars, il reçoit, avec plusieurs autres athlètes français, une invitation de l'Amateur Athletic Union, la fédération sportive des États-Unis, pour se rendre à Philadelphie afin de participer à des compétitions les 2, 5 et 6 juillet. Cette invitation est, dans un premier temps, déclinée par la Fédération française d'athlétisme en raison de l'impossibilité pour les athlètes invités de se libérer sur une période de deux mois et en raison de la volonté affichée de rester dans un cadre amateur. Finalement, les athlètes français sont autorisés à concourir par leur fédération et Wiriath traverse l'Atlantique en compagnie du sauteur en hauteur Pierre Lewden à la mi-juin. Dans le même temps, Wiriath change de club et représente désormais le Red Star à la suite de la fusion de ce dernier avec l'Olympique.
En Amérique, Wiriath participe au mile des championnats des États-Unis, où il est éliminé en séries, sans armes face à la concurrence américaine. Quelques jours plus tard, il s'aligne sur 1 500 mètres, mais ne parvient pas à finir la course lors d'une compétition disputée au Yankee Stadium de New York. Bien que cette expérience américaine soit contrastée sur le plan des résultats sportifs, il revient admiratif sur la manière d'appréhender le sport aux États-Unis. De retour en France au matin du 26 juillet, il déclare forfait pour la rencontre contre la Grande-Bretagne ayant lieu le même jour à Colombes.

### Double vice-champion de France et records personnels

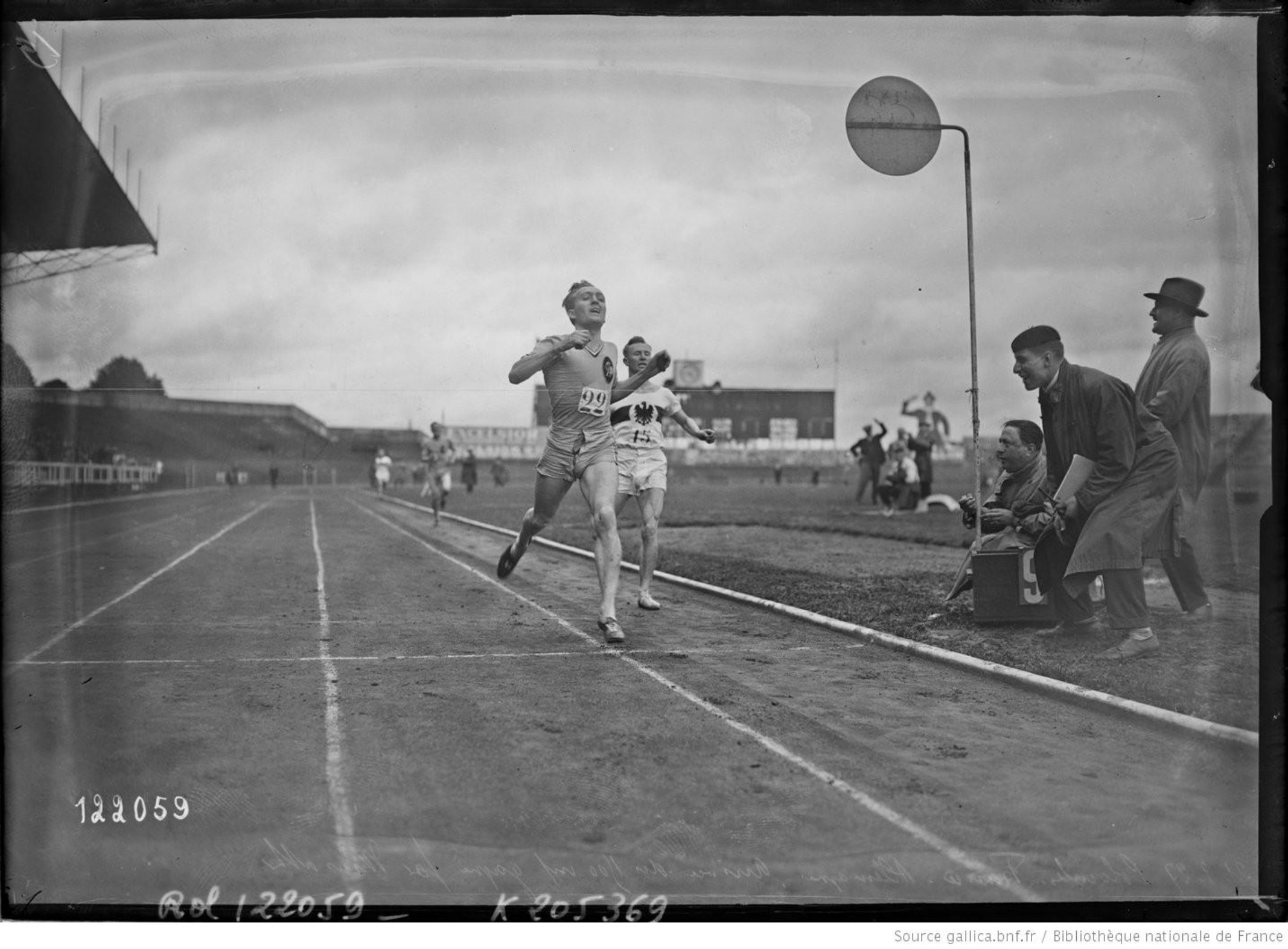
René Wiriath, vainqueur du 1500 m du match France - Allemagne de 1927.

L'année 1927 constitue la dernière saison aboutie de Wiriath à haut niveau. Il ne parvient cependant pas à récupérer ses titres sur 800 mètres et 1 500 mètres aux championnats de France, à Colombes, où il est à chaque fois battu par Séra Martin et doit se contenter de deux médailles d'argent. Néanmoins, il court le meilleur temps de sa carrière en finale du 800 mètres avec 1 min 54 s 2. Le 21 août, à l'occasion de sa dernière sélection internationale lors du match France - Allemagne, il obtient sa seconde victoire internationale en remportant le 1 500 mètres en 3 min 56 s 2, ce qui constitue également son record personnel. En septembre, il remporte un 1 500 mètres lors d'un meeting international à Vienne.

### Fin de carrière
René Wiriath effectue une rentrée tardive lors de la saison 1928, puisqu'il participe à sa première compétition sur piste à l'occasion des championnats de Paris à la fin juin. En manque de résultats, il ne participe pas aux championnats de France et ne fait pas partie de la délégation française qui se rend à Amsterdam pour participer aux Jeux olympiques. Wiriath entame une démarche de mutation et souhaite alors s'engager avec le CASG Paris. Il arbore ses nouvelles couleurs à l'occasion de la course élite du cross de l'Intran et de Match se déroulant le 27 janvier 1929. Quelques jours plus tard, son transfert, ainsi que celui de plusieurs athlètes majeurs, est refusé par la Fédération française d'athlétisme, probablement en raison de soupçons d'amateurisme marron,. Il s'entame alors un conflit entre le CASG Paris et la Fédération. La révélation de l'affaire Jules Ladoumègue, et de l'implication effective de certains dirigeants du CASG Paris dans l'organisation de courses rémunérées en 1931, aboutissent au lancement d'une démarche disciplinaire à l'encontre du club. Bien que n'apparaissant plus en compétition depuis 1929, Wiriath joue alors un rôle actif dans la défense du CASG Paris en organisant plusieurs réunions,. Ce conflit aboutit finalement à la suspension du CASG Paris des compétitions, ses athlètes étant alors contraints de se présenter sous bannière individuelle aux championnats. René Wiriath disparaît ensuite définitivement du monde de l'athlétisme.

## Reconversion et fin de vie
Dès 1928, René Wiriath investit dans la création de la Compagnie du Kili, une société de plantations tropicales établie à Forécariah en Guinée, qui fait à l'époque partie de l'Afrique-Occidentale française. Il part pour cette région en 1930 et s'établit près de Dakar. Il se marie à Conakry (Guinée), le 27 décembre de cette même année, avec Camille Denise Aminthe, fille d'un armateur français établi dans cette ville. En novembre 1937, il fait l'acquisition d'une propriété de 29 hectares située dans la localité de Kirikira près de Dubréka,. En 1938, le journal Match rapporte qu'il est employé dans une administration au Niger. Il aurait été, également, président de la Chambre d'agriculture de Guinée. S'il reste éloigné des circuits, il est toujours régulièrement cité en guise d'exemple de performances par la presse sportive,,. Il meurt à Conakry, le 28 mars 1942, à l'âge de 42 ans,, possiblement d'un cancer de la gorge.
En son honneur, le Comité d'Île-de-France d'athlétisme organise, dès 1942, le Challenge du Mile dont les vainqueurs reçoivent le Prix René Wiriath. L'année suivante, cette compétition est reprise par le Red Star Olympique, ancien club de Wiriath, qui organise l'évènement jusqu'en 1947 sur la piste du stade de Saint-Ouen,. En 1948, c'est le 800 m de la « Journée du Souvenir », se déroulant au stade Jean-Bouin, qui reçoit le nom de prix René Wiriath avec le patronage du journal L'Aurore-France libre. Cette course est remportée par le Suédois Olle Åberg en 1 min 53 s 2, devant le futur champion olympique du 1 500 mètres, le Luxembourgeois Joseph Barthel.

## Palmarès
| Date | Compétition            | Lieu     | Résultat | Épreuve | Temps        |
| ---- | ---------------------- | -------- | -------- | ------- | ------------ |
| 1922 | Championnats de France | Colombes | 8e       | 1 500 m | N.C.         |
| 1923 | Championnats de France | Paris    | 1er      | 1 500 m | 4 min 5 s 8  |
| 1924 | Championnats de France | Colombes | 1er      | 800 m   | 1 min 58 s 6 |
| 1924 | Championnats de France | Colombes | 1er      | 1 500 m | 4 min 4 s 6  |
| 1925 | Championnats de France | Colombes | 1er      | 800 m   | 1 min 56 s 8 |
| 1925 | Championnats de France | Colombes | 1er      | 1 500 m | 3 min 59 s 6 |
| 1927 | Championnats de France | Colombes | 2e       | 800 m   | 1 min 54 s 2 |
| 1927 | Championnats de France | Colombes | 2e       | 1 500 m | 3 min 59 s 8 |

| Date | Compétition                    | Lieu      | Résultat | Épreuve | Temps        |
| ---- | ------------------------------ | --------- | -------- | ------- | ------------ |
| 1923 | Match France - Belgique        | Paris     | 1er      | 1 500 m | 4 min 9 s 2  |
| 1923 | Match France - Grande-Bretagne | Paris     | 4e       | 1 500 m | N.C          |
| 1923 | Match France - Suède           | Paris     | 4e       | 1 500 m | 4 min 11 s 0 |
| 1923 | Match Finlande - France        | Helsinki  | 3e       | 1 500 m | 4 min 12 s 9 |
| 1924 | Jeux olympiques                | Paris     | ½ finale | 800 m   | 2 min 0 s 4  |
| 1924 | Jeux olympiques                | Paris     | 10e      | 1 500 m | 4 min 2 s 4  |
| 1925 | Match Grande-Bretagne - France | Brighton  | 2e       | 800 m   | 1 min 56 s 4 |
| 1925 | Match France - Suisse          | Colombes  | 2e       | 800 m   | 1 min 55 s 6 |
| 1925 | Match Suède - France           | Stockholm | DNF      | 800 m   | -            |
| 1927 | Match Grande-Bretagne - France | Londres   | 4e       | 800 m   | N.C          |
| 1927 | Match France - Allemagne       | Colombes  | 1er      | 1 500 m | 3 min 56 s 2 |

## Records
| Épreuve | Performance  | Lieu     | Date             |
| ------- | ------------ | -------- | ---------------- |
| 800 m   | 1 min 54 s 2 | Colombes | 6 août 1927      |
| 1 000 m | 2 min 30 s 4 | Paris    | 7 septembre 1924 |
| 1 500 m | 3 min 56 s 2 | Colombes | 21 août 1927     |
| Mile    | 4 min 20 s 2 | Paris    | 10 mai 1925      |